# Essex (Vermont)
Essex és una població dels Estats Units a l'estat de Vermont. Segons el cens del 2000 tenia 18.626 habitants.

## Demografia
Segons el cens del 2000, Essex tenia 18.626 habitants, 7.013 habitatges, i 5.014 famílies. La densitat de població era de 184,4 habitants per km².
Dels 7.013 habitatges en un 38,5% hi vivien nens de menys de 18 anys, en un 59,7% hi vivien parelles casades, en un 8,8% dones solteres, i en un 28,5% no eren unitats familiars. En el 21,7% dels habitatges hi vivien persones soles el 5,5% de les quals corresponia a persones de 65 anys o més que vivien soles. El nombre mitjà de persones vivint en cada habitatge era de 2,62 i el nombre mitjà de persones que vivien en cada família era de 3,09.
Per edats la població es repartia de la següent manera: un 27,9% tenia menys de 18 anys, un 6,8% entre 18 i 24, un 32,5% entre 25 i 44, un 24,6% de 45 a 60 i un 8,2% 65 anys o més.
L'edat mediana era de 36 anys. Per cada 100 dones de 18 o més anys hi havia 94,8 homes.
La renda mediana per habitatge era de 58.441 $ i la renda mediana per família de 65.794 $. Els homes tenien una renda mediana de 45.428 $ mentre que les dones 27.426 $. La renda per capita de la població era de 25.854 $. Entorn de l'1,8% de les famílies i el 2,6% de la població estaven per davall del llindar de pobresa.